# 남려
남려(南閭, ?~?)는 고조선의 예족 군장이다.

## 생애
예군(穢君/濊君)은 예족의 족장을 뜻하는 것으로 추정된다. 위만조선의 간섭을 받다가 기원전 128년에 28만명을 데리고 한나라에 투항했으며, 한나라는 해당 지역에 창해군(蒼海郡/滄海郡)을 설치했다. 창해군은 이후 폐지되었다가 고조선이 멸망한 뒤 해당 지역에 현도군(玄菟郡)이 새로 설치됐다.